# Bromma folkhögskola

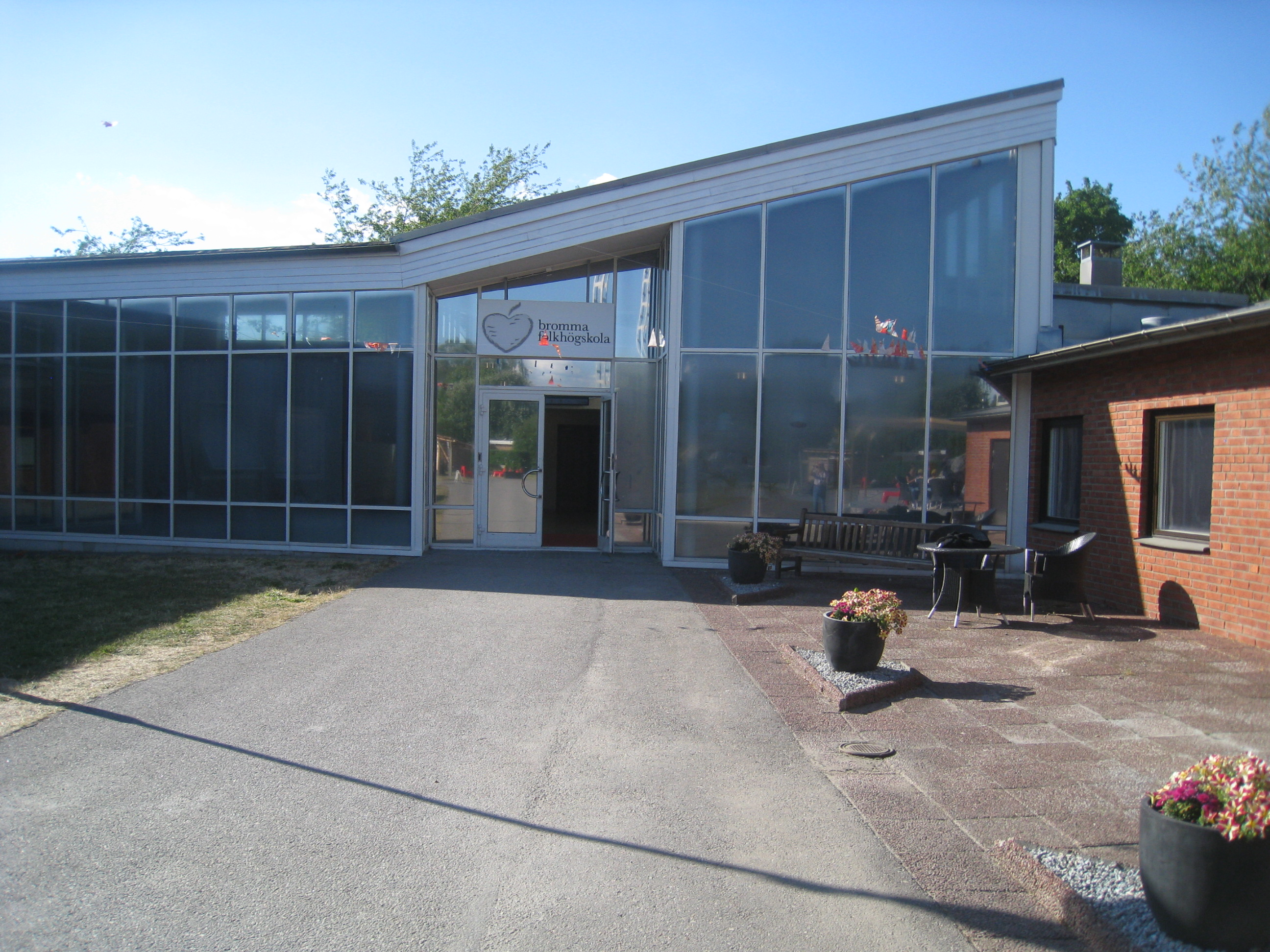
Huvudentrén till Bromma folkhögskola på Åkeshovsvägen 29 i Nockebyhov i Bromma.

Bromma folkhögskola är en folkhögskola på Campus Bromma med lokaler på Åkeshovsvägen 29 i Nockebyhov i Bromma. Skolhuset började byggas på 1960-talet efter ritningar av arkitekt Börje Stigler.
Skolan bildades 1 februari 2014 när Lidingö folkhögskola och Sjöviks folkhögskolas filial Betel folkhögskola gick samman och bildade Bromma folkhögskola. Bolaget Campusområde Bromma AB äger gemensamt fastigheterna till de båda utbildningsanordnarna på området, Enskilda högskolan Stockholm (EHS) och Bromma folkhögskola och de två skolorna delar Campus Bromma. Enskilda högskolan Stockholm är ett av samfundet Equmeniakyrkan helägt bolag. Campusområde Bromma AB är nuvarande tomträttsinnehavare och driver byggnaderna på området, inklusive en skolrestaurang.
Skolan hade fram till 2015 en filial på Kungsholmen med allmän linje och Komvux. Allmän linje finns sedan 2015 på samma plats som övriga utbildningar och möter utbildningar i musik, diakoni, pedagogik och ledarskap. Bromma folkhögskola erbjuder även konstnärliga utbildningar genom Teaterlinjen och Ateljé-X. Det finns två yrkesutbildningar till fritidsledare och diakon. 
Bromma folkhögskola har Equmeniakyrkan och dess ungdomsorganisation Equmenia som huvudmän. Equmeniakyrkan och Equmenia är också huvudman för ytterligare fyra skolor:
- Härnösands folkhögskola
- Karlskoga folkhögskola
- Sjöviks folkhögskola utanför Avesta
- Södra Vätterbygdens folkhögskola i Jönköping

## Bilder, exteriör

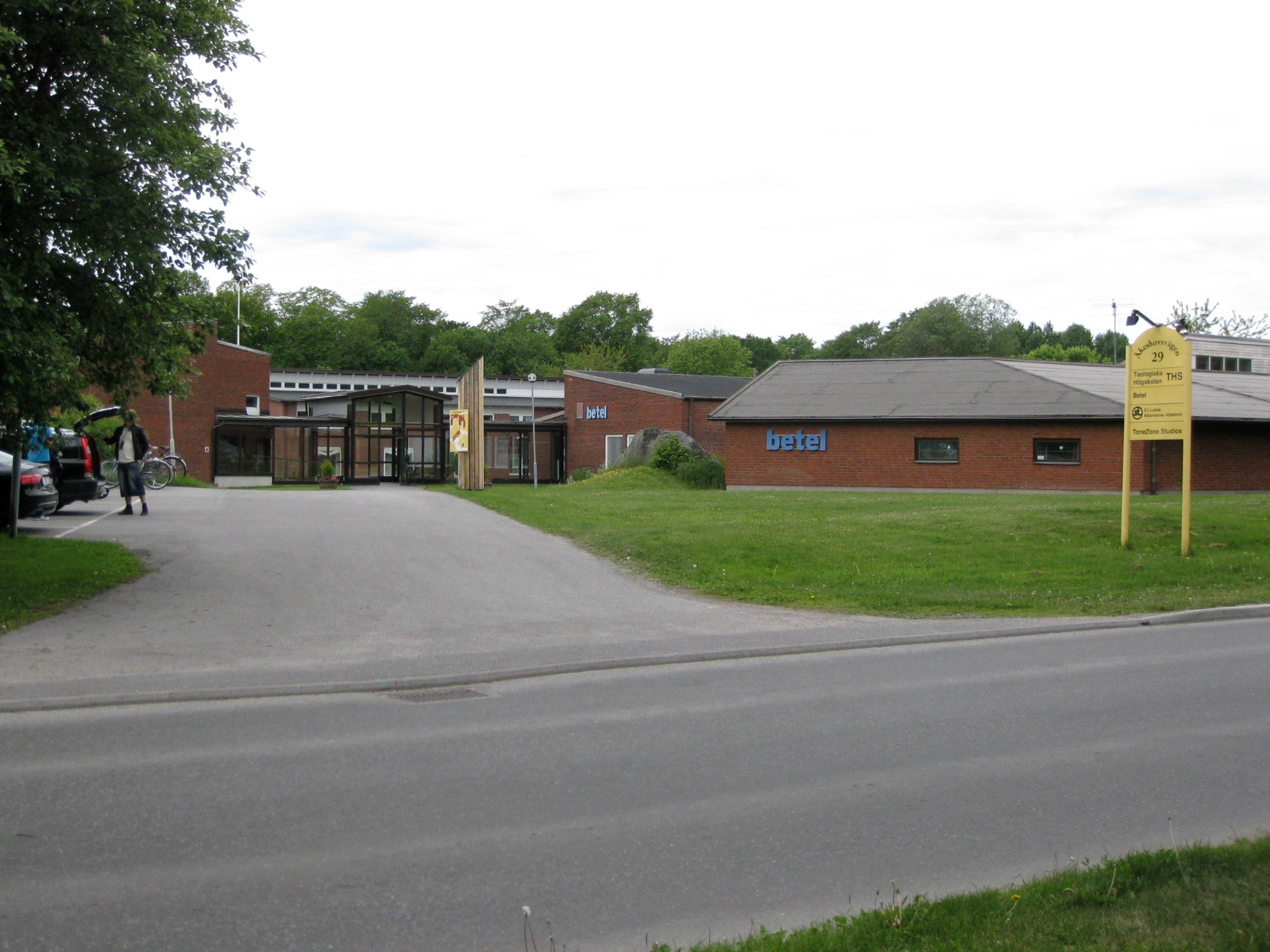
Foto av lokalerna i Bromma från juni 2010, då det ännu hette Betel folkhögskola.
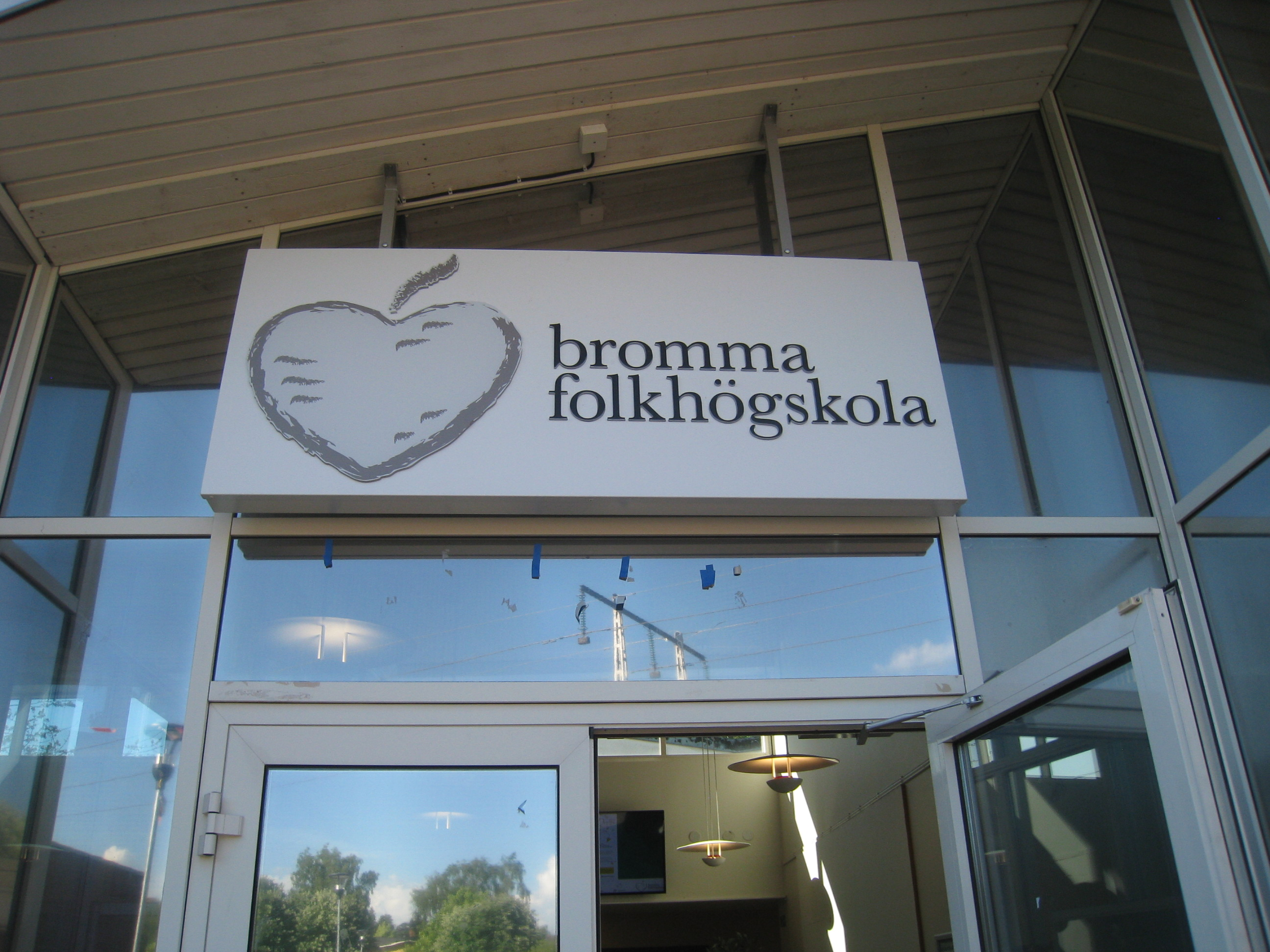
Skylten utanför Bromma folkhögskolas huvudentré.
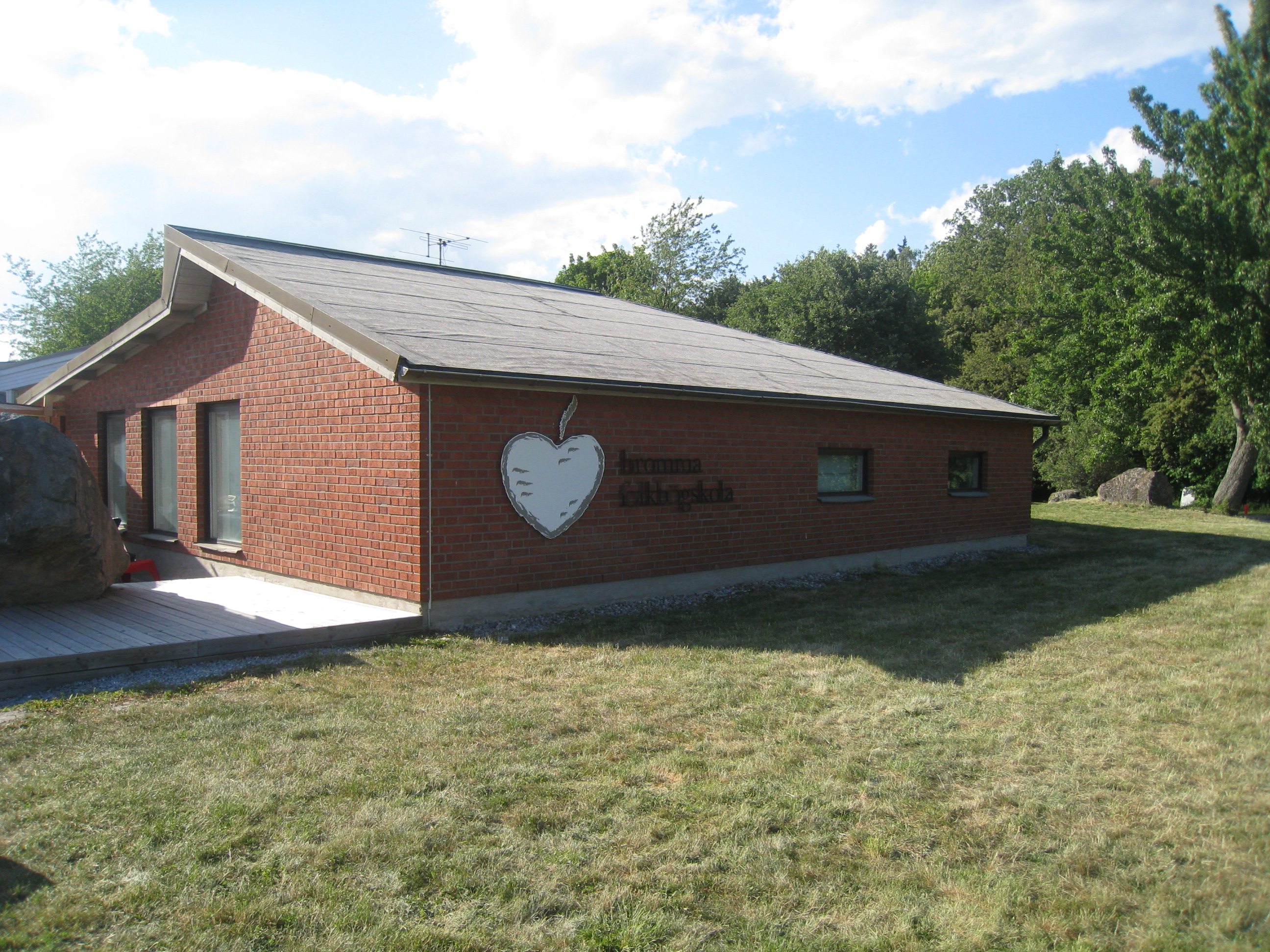
Bromma folkhögskolas byggnad på Campus Bromma, juni 2018.
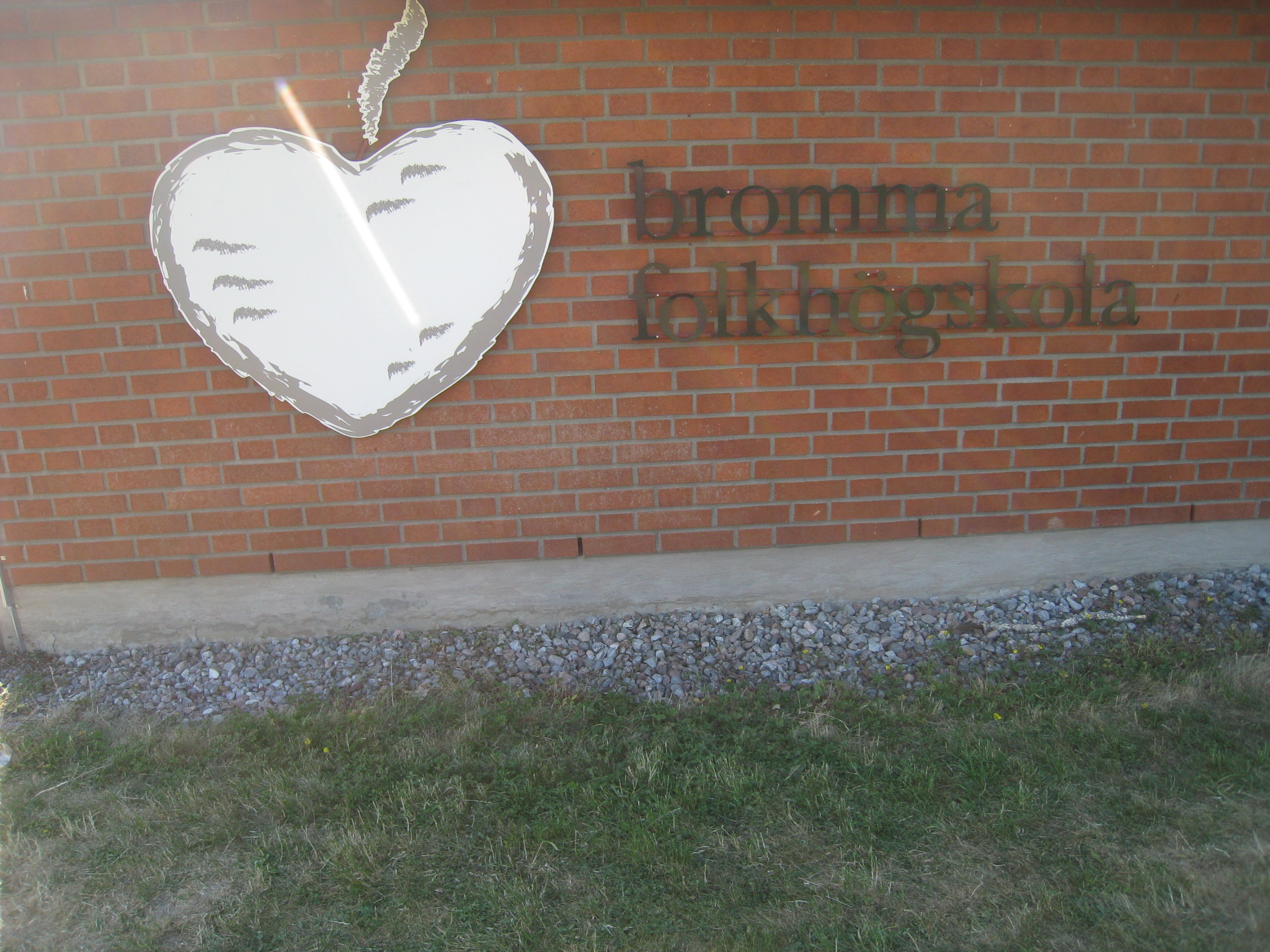
Bromma folkhögskola, skylt på fasaden, juni 2018. Folkhögskolans symbol äpplet kan ses som en symbol för kunskap.
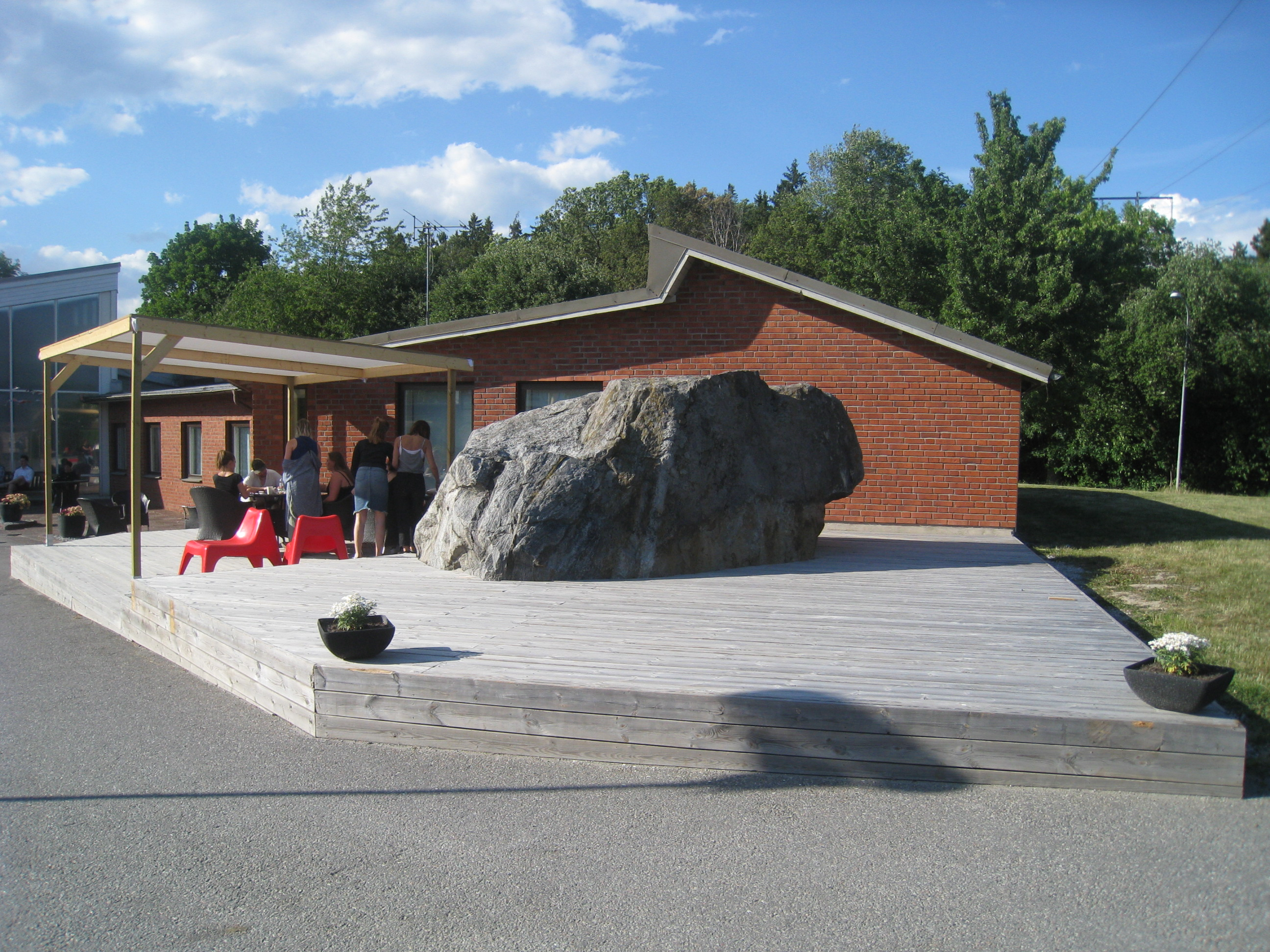
Det bevarade stenblocket utanför byggnaden.

## Bilder, interiör

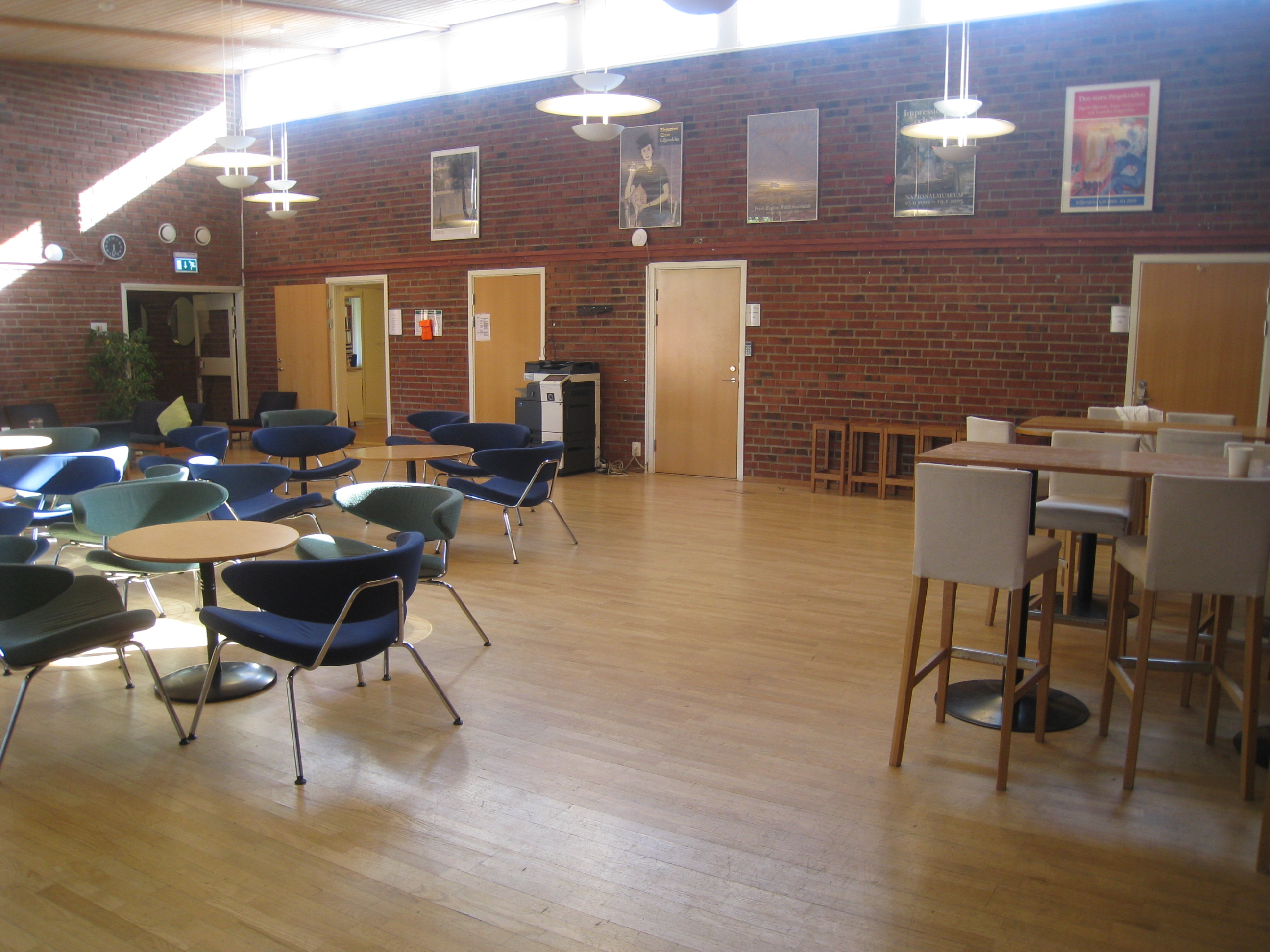
Ljushallen
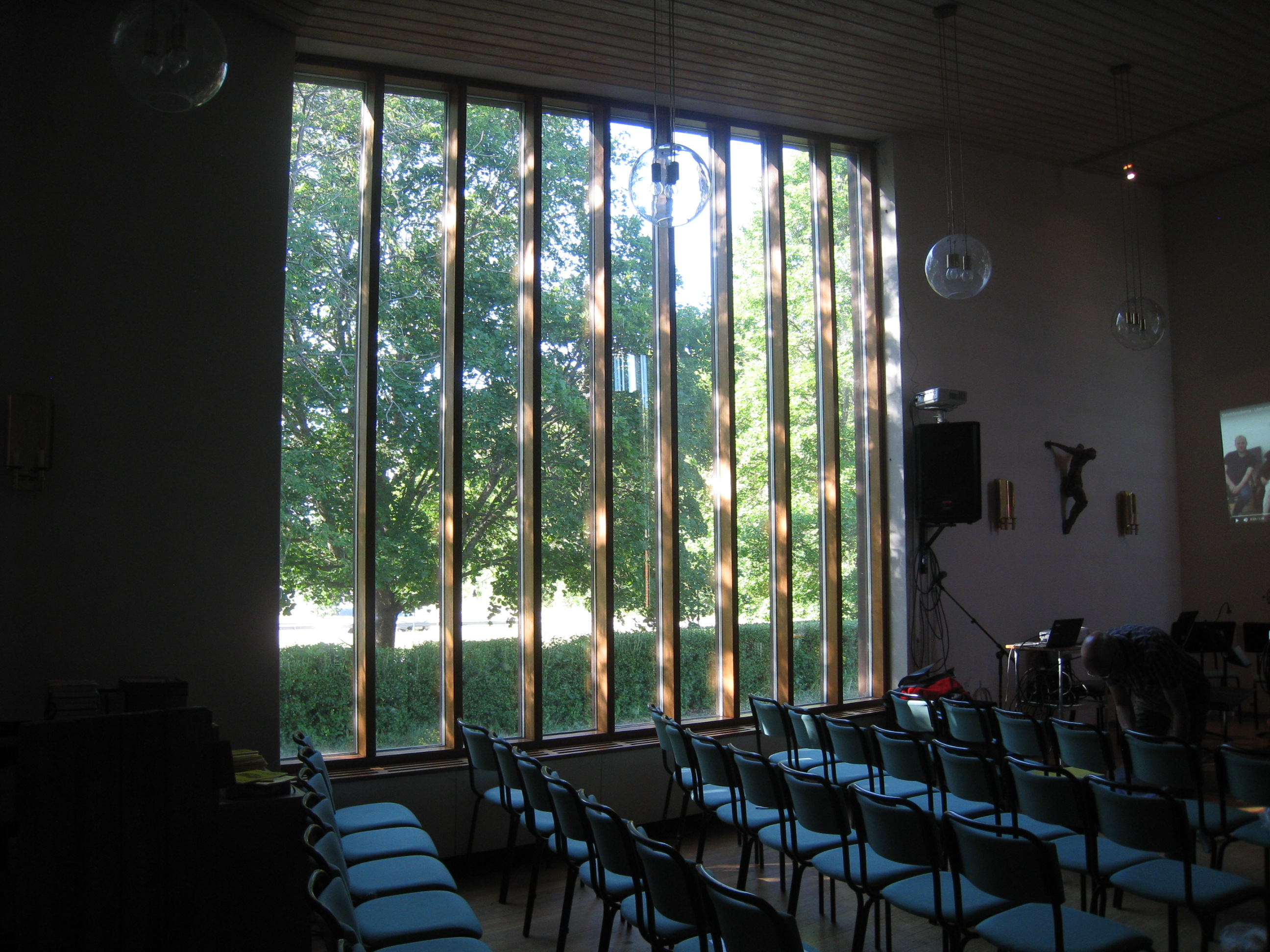
Kapellet med fönsterväggen.
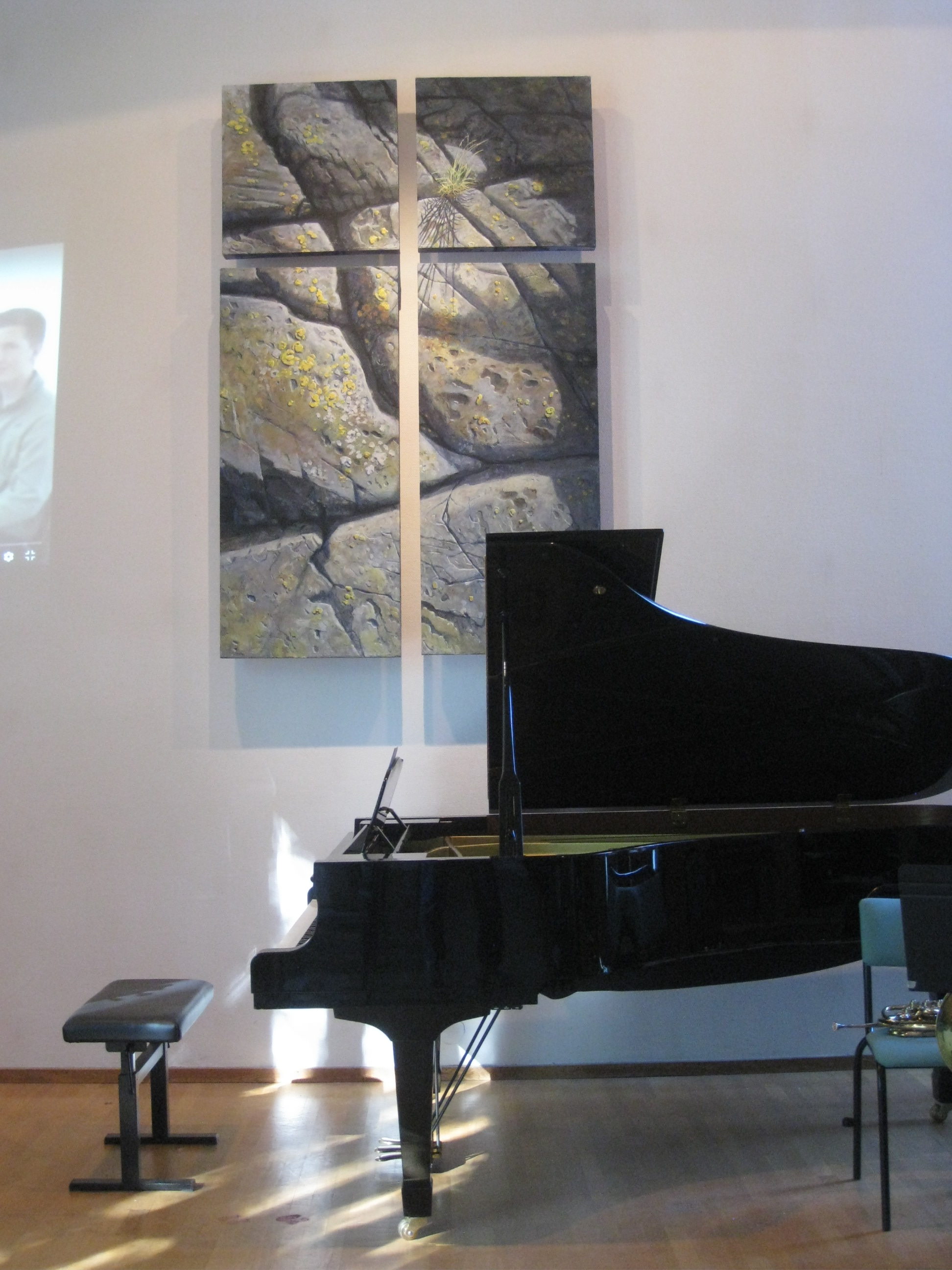
Kapellet med flygeln.
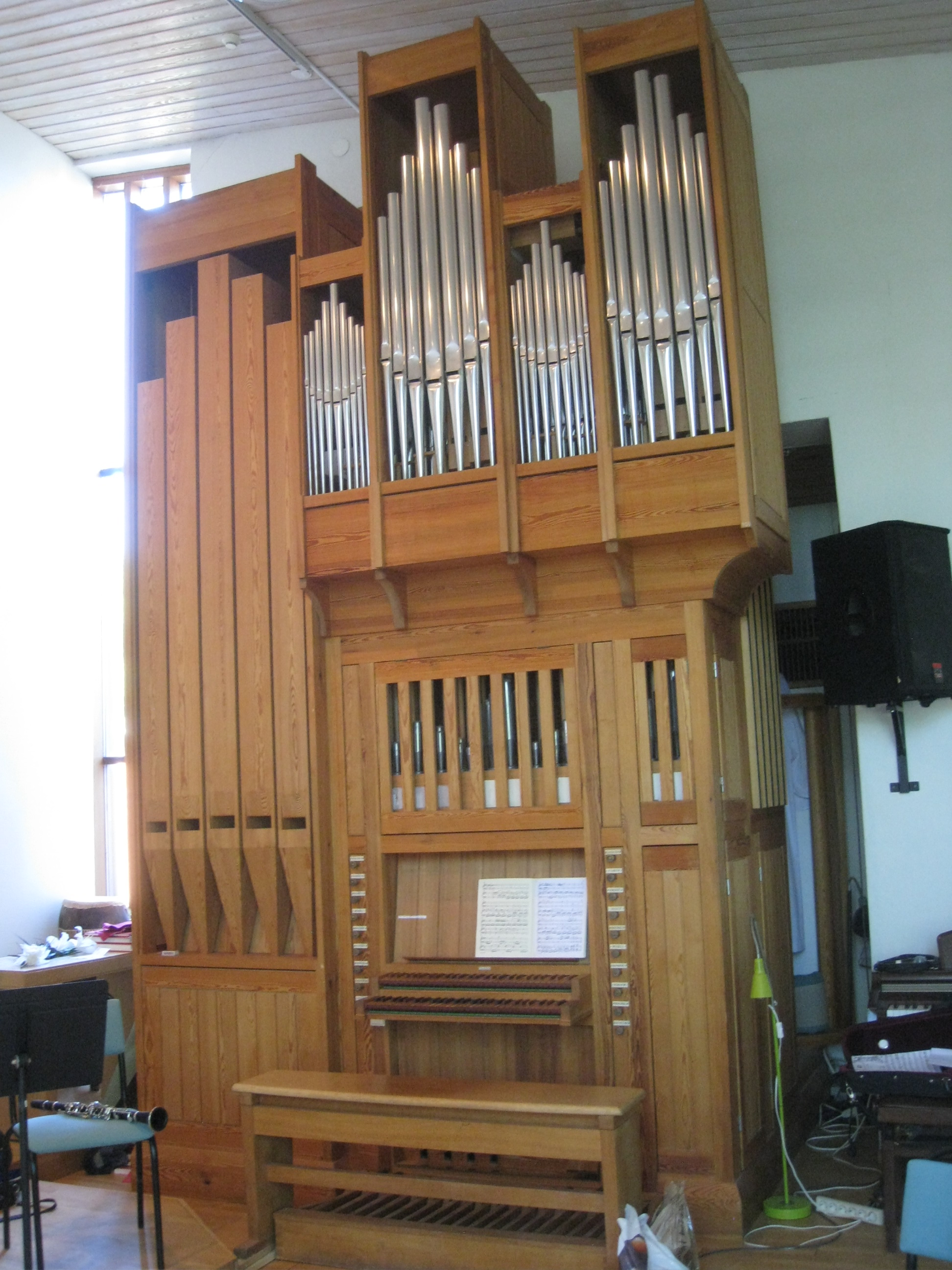
Kapellet med orgeln.